# TV-året 2016

## Händelser

### Maj
- "Eurovision Song Contest 2016" vinner TV-priset Rose d'Or, programledare Petra Mede och Måns Zelmerlöw

## TV-program
- 6 februari–12 mars – Melodifestivalen.
- 10–14 maj – Eurovision Song Contest i Globen i Stockholm.[1]

## TV-seriestarter

### Netflix
- 10 juni - Premiär för animerade serien Voltron – Den legendariska beskyddaren.

### ORF
- 27 december – Premiär för den tysk-österrikiska miniserien Hotell Sacher i SVT.

## Avlidna
- 28 februari – George Kennedy, 91, amerikansk skådespelare (Dallas).[2]
- 21 mars – Jan-Öjvind Swahn, 90, svensk folklivsforskare och programledare (Skäggen, Fråga Lund, Kvitt eller dubbelt).[3]
- 27 mars – Moder Angelica, 92, amerikansk katolsk nunna, grundare av Eternal Word Television Network.[4]
- 4 april – Erik Bergsten, 92, svensk journalist, TV-producent och programledare (Tekniskt magasin).[5]
- 23 maj – Lena Dahlman, 77, svensk skådespelare (Kullamannen, Lille Luj och Änglaljus i strumpornas hus).[6]
- 21 augusti – Basia Frydman, 70, svensk skådespelare (Lille Luj och Änglaljus i strumpornas hus, Lillstrumpa och Syster Yster).[7]
- 23 augusti – Steven Hill, 94, amerikansk skådespelare (På farligt uppdrag, I lagens namn).[8]
- 3 september – Jane Brick, 74, svensk TV-journalist och nyhetsuppläsare (TV-nytt, Rapport).[9]
- 8 november – Lena Hansson, 72, svensk skådespelare (Partaj) och sångare.[10]
- 9 november – Åke Cato, 82, svensk författare och underhållare (Nöjesmassakern, Tack för kaffet).[11]
- 19 november – Kåge Gustafson, 80, svensk skådespelare (Hem till byn).[12]
- 23 november – Andrew Sachs, 86, tysk-brittisk skådespelare (Pang i bygget).[13]
- 24 december – Liz Smith, 95, brittisk skådespelare (Ett herrans liv, Från Lark Rise till Candleford).
- 31 december – William Christopher, 84, amerikansk skådespelare (M*A*S*H).[14]

### Fotnoter
1. ↑  Burström, Hasse (8 juli 2015). ”Nu är det klart – inget Eurovision i Sandviken”. Sveriges Television. http://www.svt.se/nyheter/nu-ar-det-klart-de-arrangerar-eurovision-2016. Läst 8 juli 2015.
2. ↑  Oscar-vinnaren George Kennedy avliden, Filmtopp.se 2 mars 2016
3. ↑  Jan-Öjvind Swahn har avlidit, Sveriges Radio kulturnytt 22 mars 2016
4. ↑  Morton, Victor (27 mars 2016). ”Mother Angelica dies on Easter Sunday” (på engelska). The Washington Times. http://www.washingtontimes.com/news/2016/mar/27/mother-angelica-dies-easter-sunday/. Läst 28 mars 2016.
5. ↑  SVT-profilen Erik Bergsten har avlidit, SVT Nyheter 6 april 2016
6. ↑  Lena Dahlman är död, SVT Nyheter 23 maj 2016
7. ↑  Skådespelaren Basia Frydman är död, SVT Nyheter 22 augusti 2016
8. ↑  Steven Hill Dead: 'Law & Order's' Adam Schiff Dies at 94, Variety 23 augusti 2016
9. ↑  In memoriam: Jane Brick av Ingrid Thörnqvist 15 september 2016, Vi på TV - interntidning för Sveriges Television
10. ↑  Skådespelaren Lena Hansson är död, SVT Nyheter 20 november 2016
11. ↑  Åke Cato är död, SVT Nyheter 10 november 2016
12. ↑  Dödsannons i Blekinge Läns Tidning och Göteborgs Posten, 25 november 2016
13. ↑  Fawlty Towers star Andrew Sachs dies 86, Daily Mail UK 1 december 2016
14. ↑  Snälle prästen i MASH död, SVT Nyheter 2 januari 2017